# Pierre Boya
Pierre Boya (Douala, 15. siječnja 1984.) bivši je kamerunski nogometni reprezentivac koji je igrao na poziciji napadača.

## Vanjske poveznice
- Profil na Transfermarktu
- Profil na Soccerwayu